# Padiglione (musica)
Un padiglione (detto anche tromba, campana o corno), è in musica, l'estremità concava di uno strumento, tramite la quale viene emesso il suono dello strumento stesso. Comunissimo in tutti gli ottoni, è presente anche in alcuni legni come il clarinetto o in strumenti a corda come il violon à pavillon, o in strumenti di lettura fonica come il grammofono o il fonografo, permettendo l'amplificazione e la diffusione del suono letto.
Alcune forme di kyl-kobyz, strumento a corde kazako, comprendono una cassa di risonanza aperta che si riavvicina alla funzione del padiglione.
Anche il megafono utilizza un padiglione per la diffusione del suono.

## Galleria d'immagini

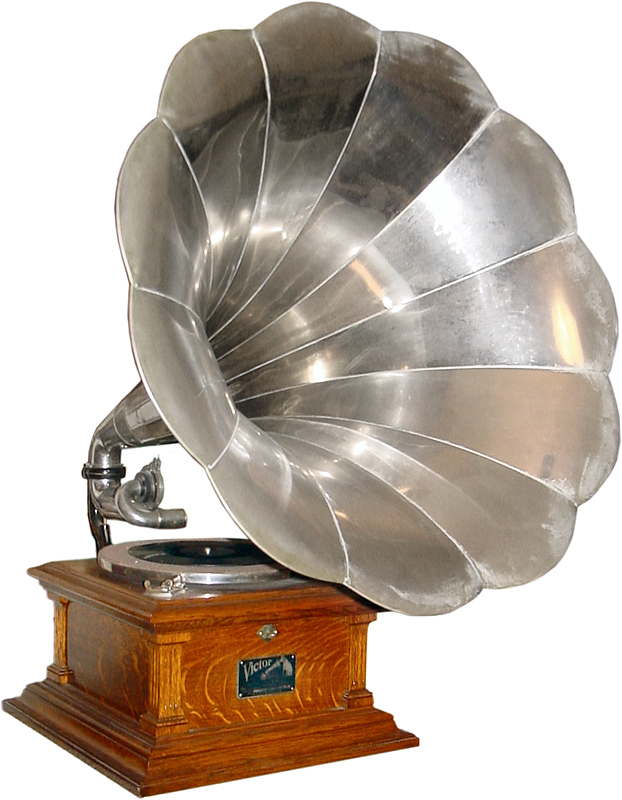
Un grammofono "Victor V"
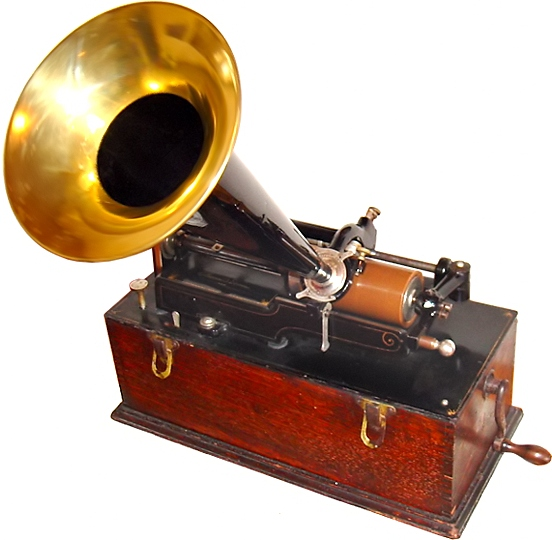
Padiglione di un fonografo
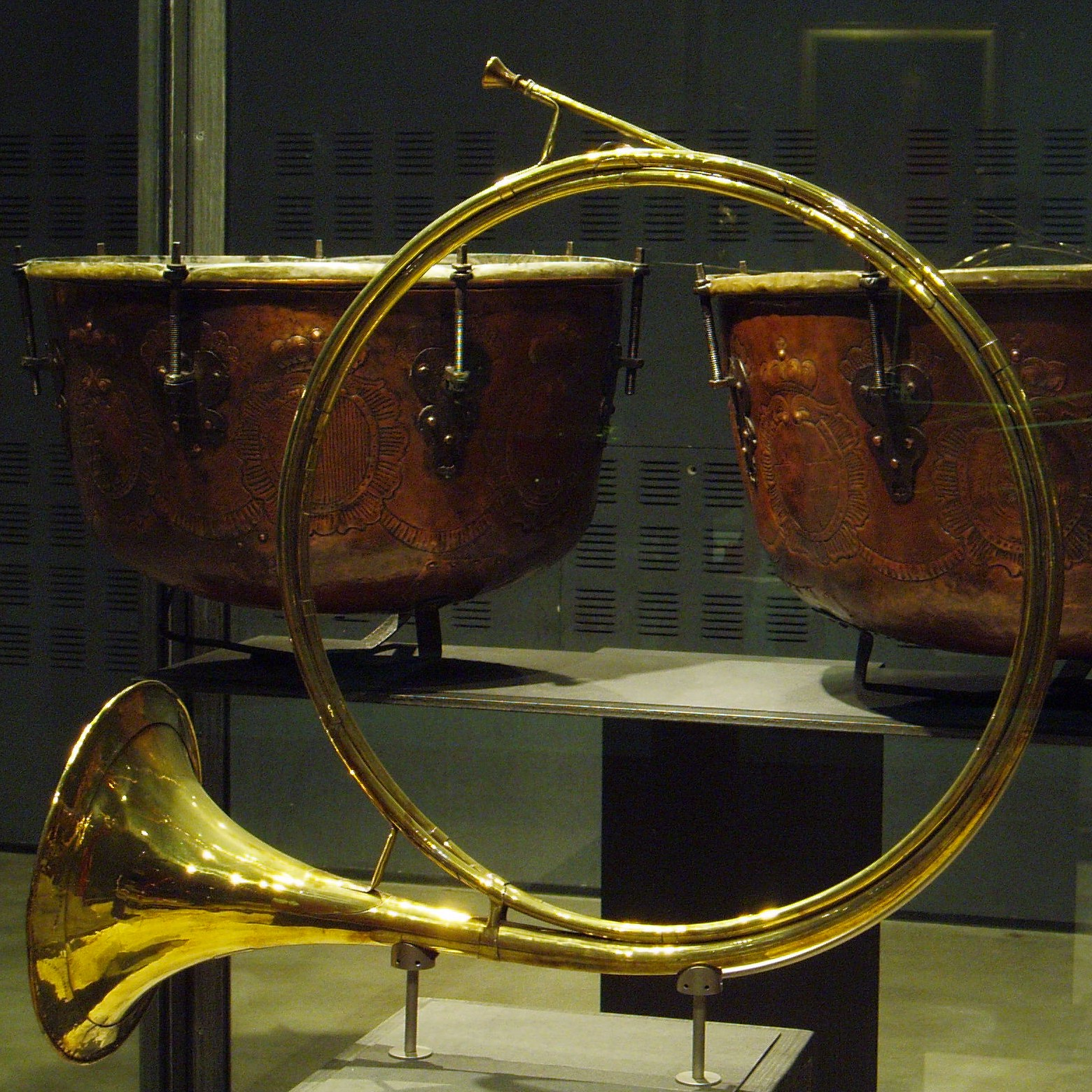
Tromba da caccia col tipico padiglione
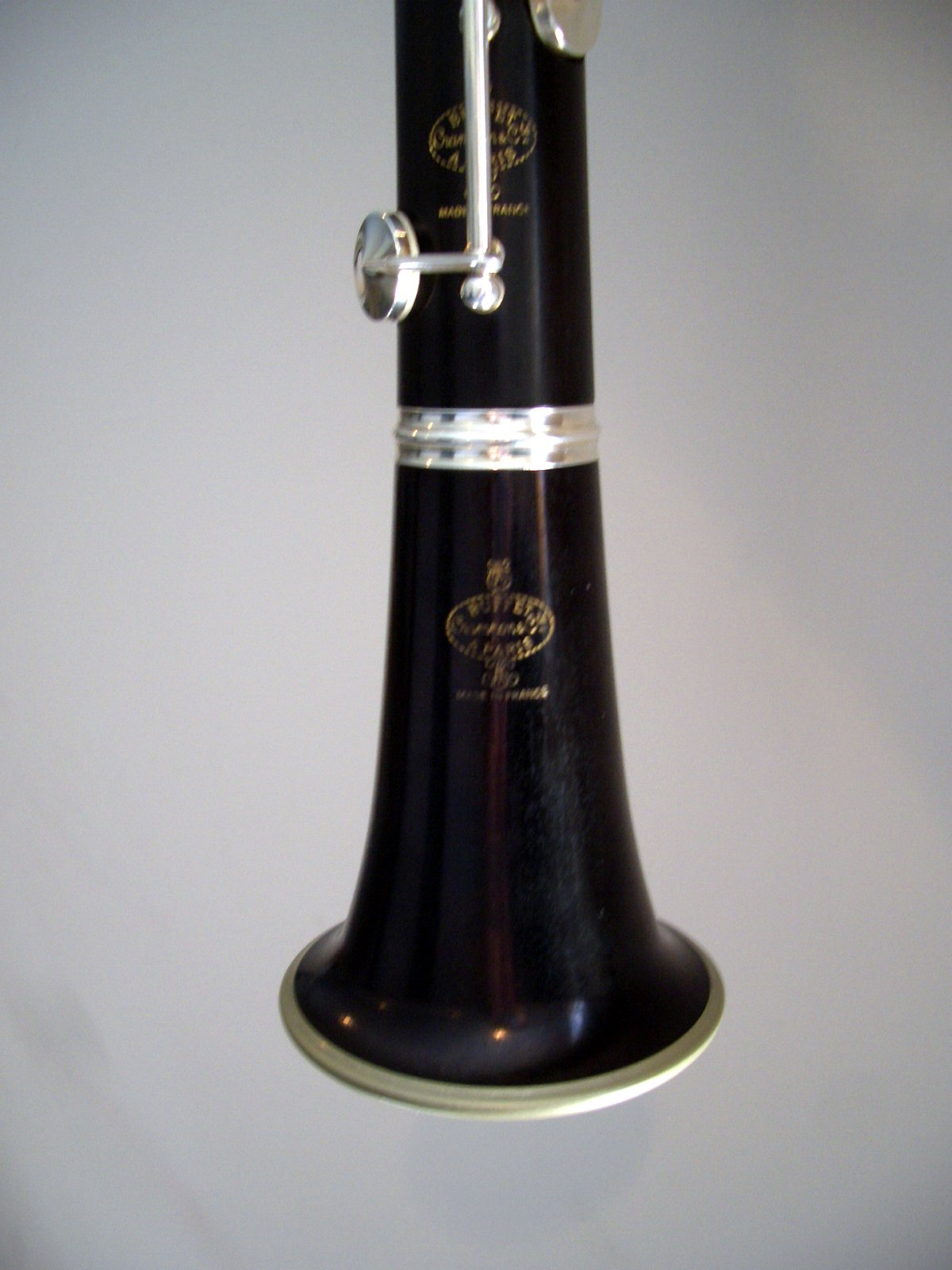
Padiglione di un clarinetto
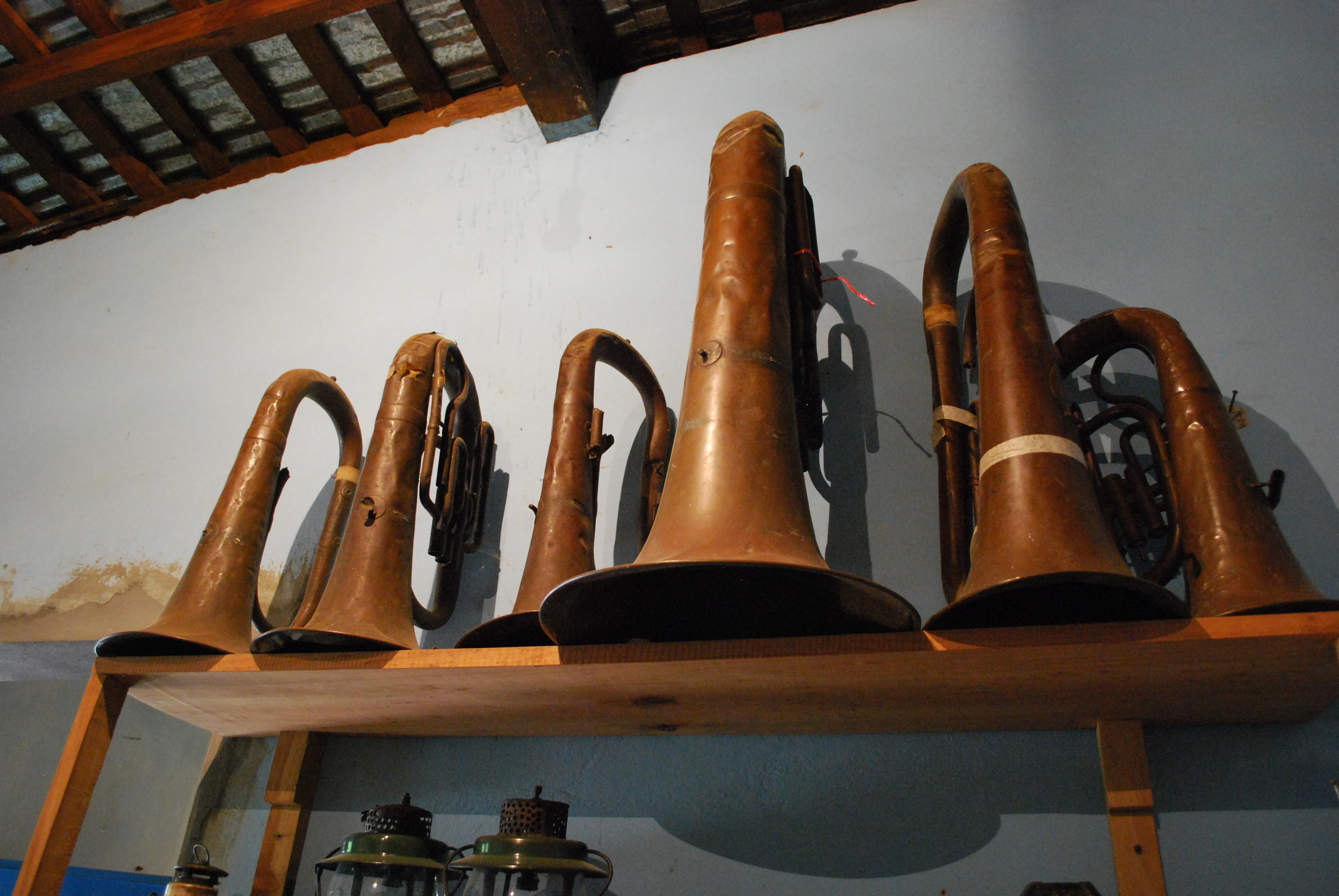
Padiglione di una tuba
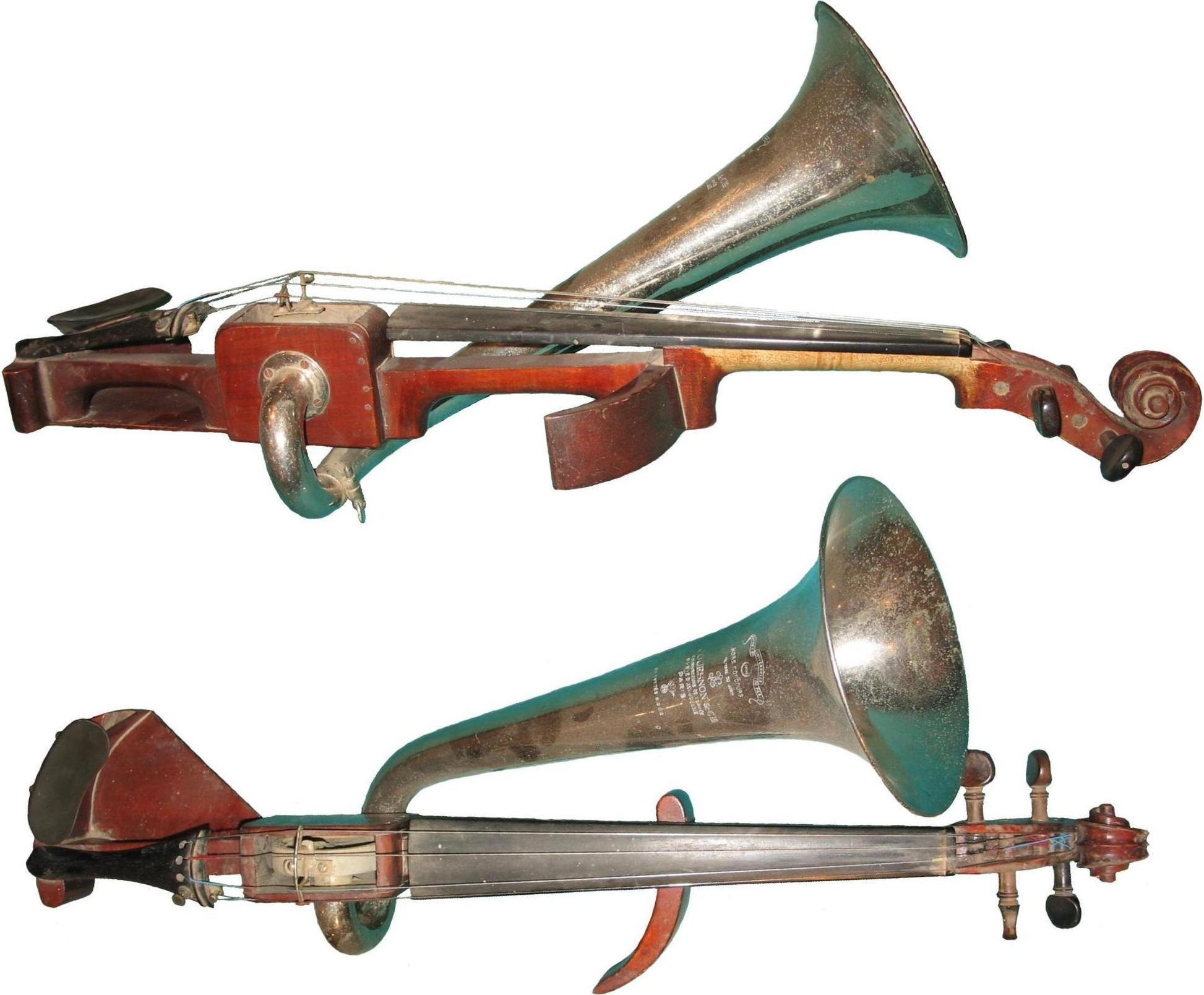
Violone Stroh, detto violon à pavillon.
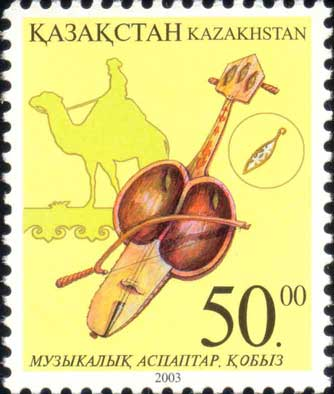
Cassa di risonanza aperta di un kyl-kobyz
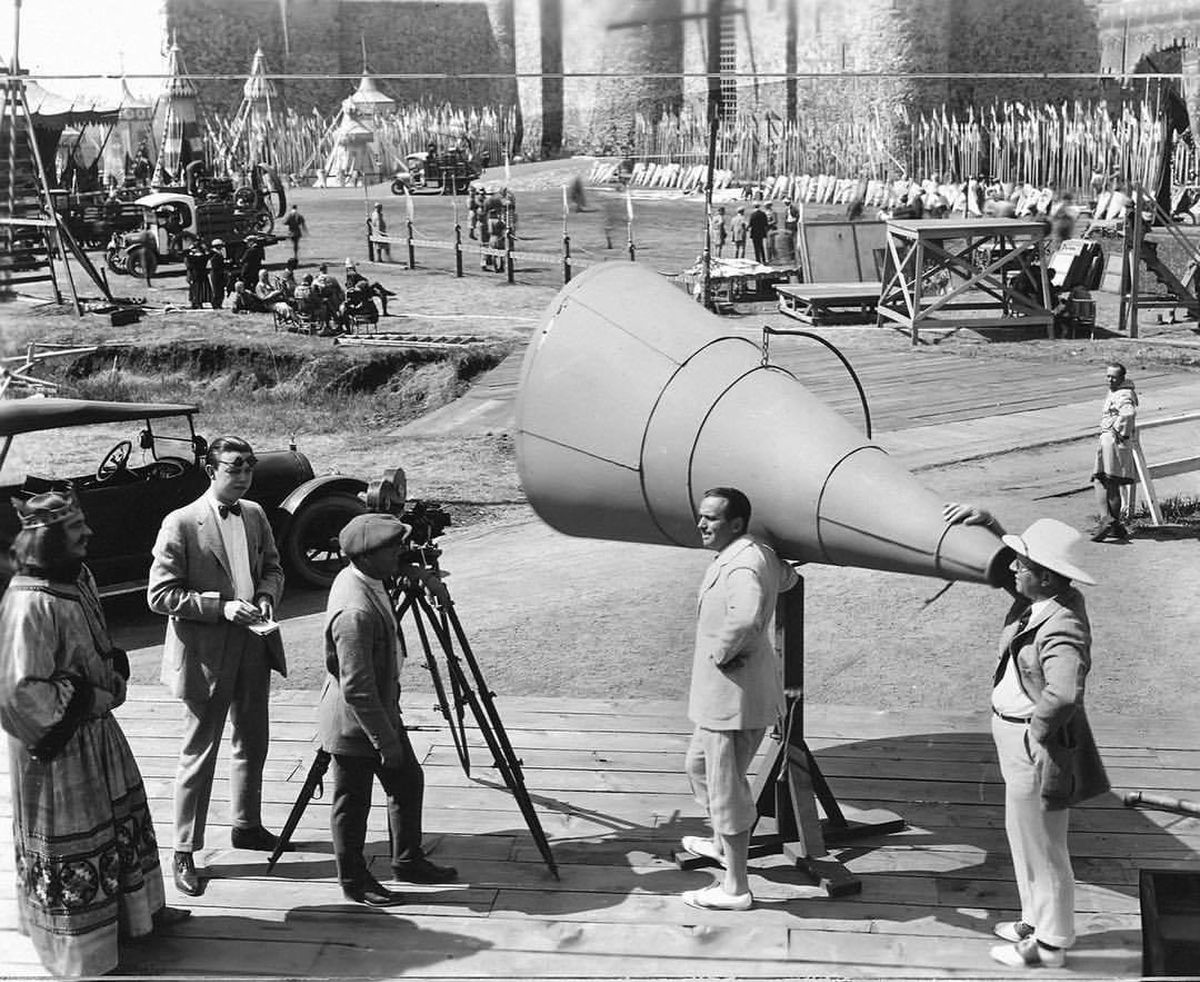
Megafono